# Daniel Runge (Lyriker)

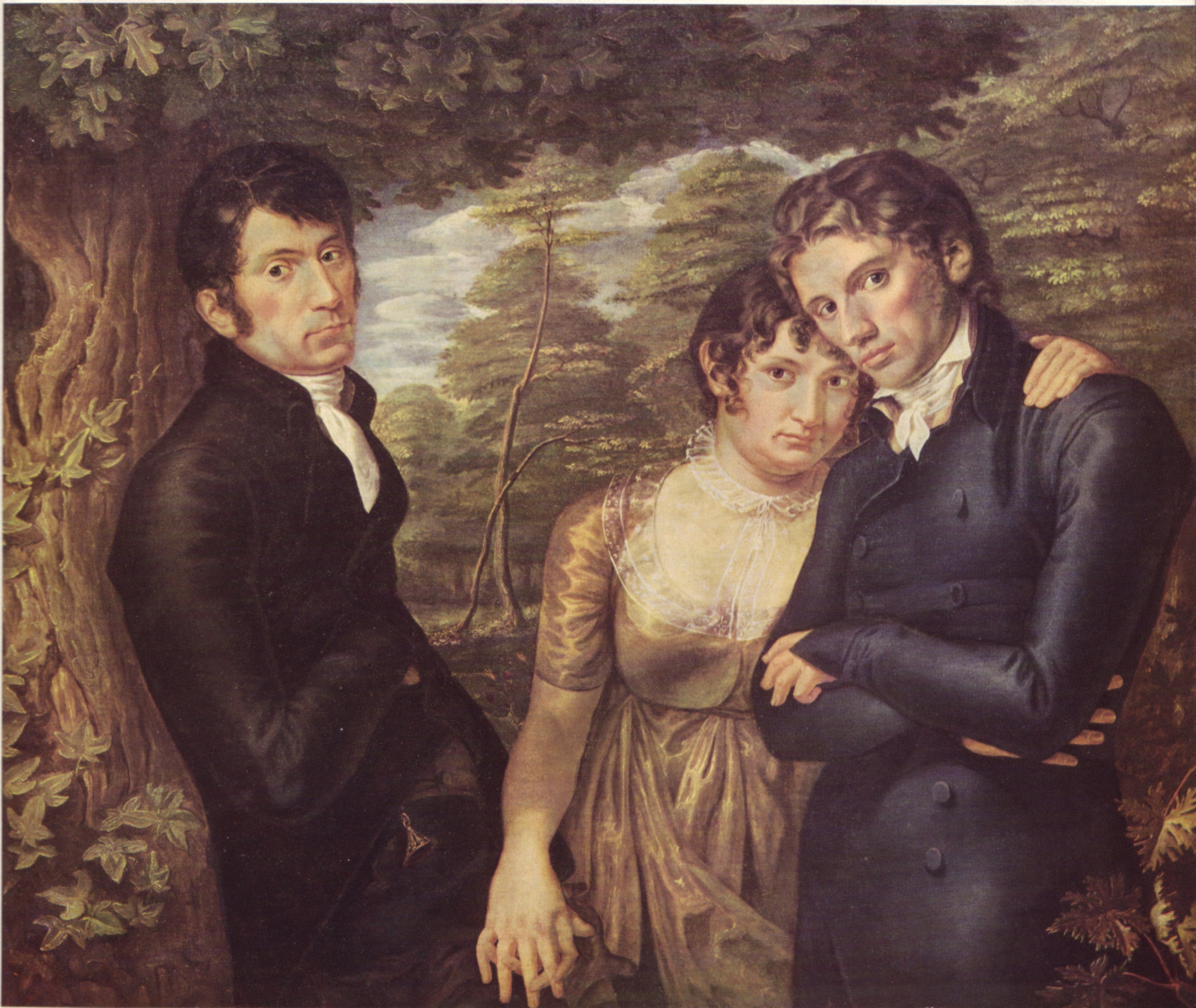
Wir Drei: Daniel Runge (links) auf einem Gruppenporträt Philipp Otto Runges mit seiner Schwägerin Pauline und seinem Bruder (1805)

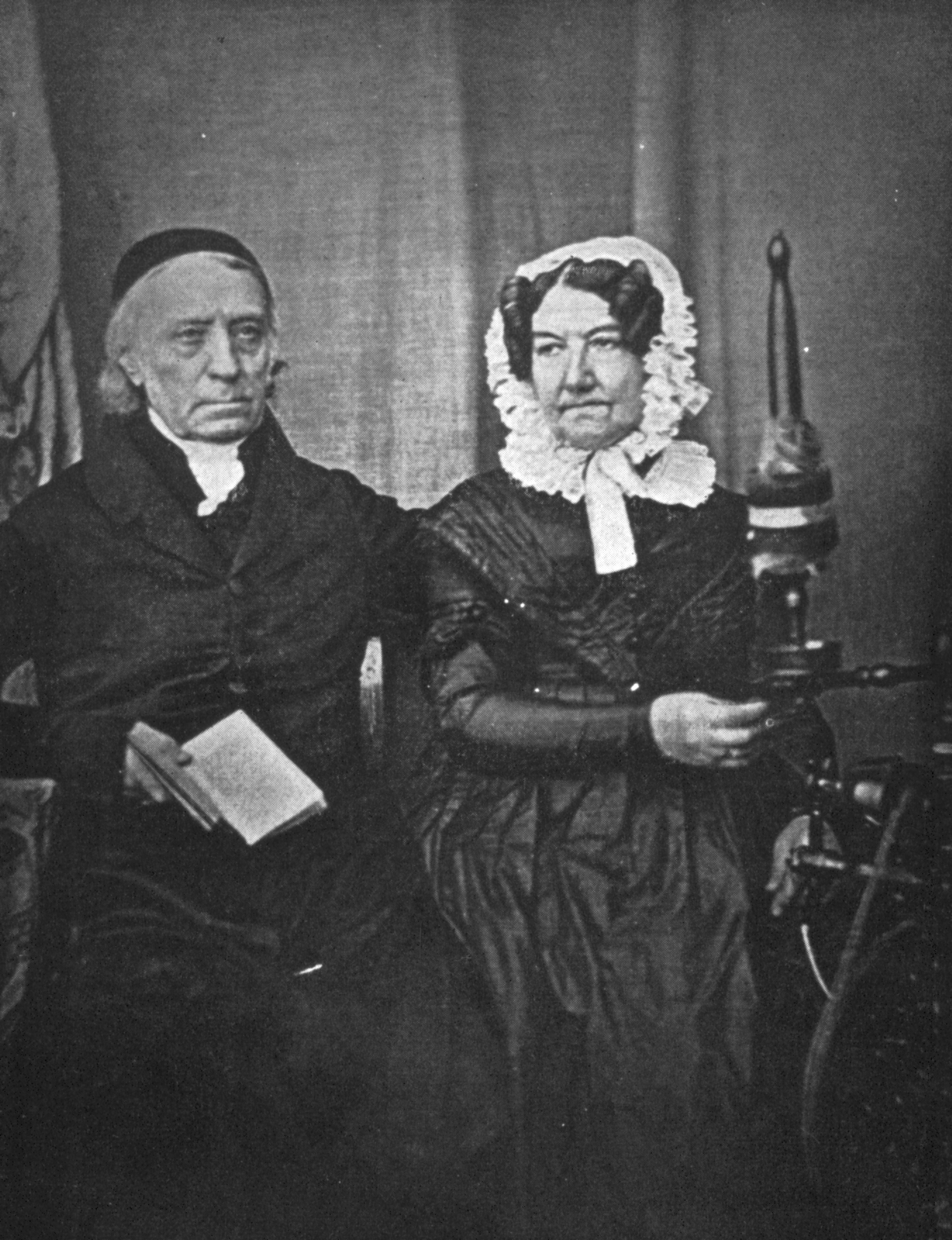
Johann Daniel Runge und seine Frau Beata Katharina Wilhelmine, Foto von Carl Ferdinand Stelzner, um 1845.

Johann Daniel Runge, mitunter fälschlich Daniel Johann Runge (* 29. November 1767 in Wolgast; † 12. März 1856 in Hamburg) war ein deutscher Kaufmann und Hamburger Reeder, der als Lyriker und Redakteur bekannt wurde.

## Leben
Daniel Runge wurde als ältester Sohn und viertes von elf Kindern des Wolgaster Kaufmanns und Schiffsreeders Daniel Nicolaus Runge (1737–1825) und der Schmiedetochter Magdalena Dorothea, geb. Müller (1737–1818), geboren. Er war der älteste Bruder des bekannten Kunstmalers Philipp Otto Runge.
In Lübeck und Hamburg wurde er zum Kaufmann ausgebildet. Mit Friedrich August Hülsenbeck (1766–1834) gründete er 1793 die Kommissions- und Speditionshandlung „Hülsenbeck, Runge & Co.“ Weitere Teilhaber waren Johannes Michael Speckter und Johann Friedrich Wülffing, die ebenso seinem rationalistisch-aufklärerischen Freundeskreis angehörten, wie Friedrich Christoph Perthes, Johann Heinrich Besser, Heinrich Joachim Herterich und Gerdt Hardorff.  Nach dem Bankrott der Firma 1807 war er bis 1821 selbständig kaufmännisch tätig. Ab 1807 war er Eigner der Brigg Schwan und ab 1816 des Schiffes Die Hoffnung. 
Daniel Runge war ab 1815 Herausgeber der Zeitschrift Der Nieder-Elbische Merkur. 1819 übernahm er die Schriftleitung der Liste der Börsenhalle. 
Er starb völlig erblindet.
Runge war seit 1822 verheiratet mit der Hamburger Pastorentochter Beata Katharina Wilhelmine Behrmann (1783–1862). Die Ehe blieb kinderlos.
Von Philipp Otto Runge sind mehrere Porträts seines Bruders Daniel Runge bekannt.

## Werke
- Liederbuch der hanseatischen Legion gewidmet (1813)
- Vaterländische Lieder nach bekannten Weisen (1815)
- Hamburgischer Liederkranz (1838)
- gab Hinterlassene Schriften seines Bruders Philipp Otto Runge heraus (2 Bde., Hamburg, 1840–41).